# Ryan Izzo
Pour les articles homonymes, voir Izzo.
(en) Statistiques sur pro-football-reference
Ryan Izzo, né le 21 décembre 1995 à Highland Lakes au New Jersey, est un joueur américain de football américain évoluant au poste de tight end dans la National Football League (NFL). 
Il a joué au niveau universitaire pour l'équipe des Seminoles de  l'université d'État de Floride dans la NCAA Division I FBS.

## Biographie

### Jeunesse
Izzo grandit à Highland Lakes dans l'État du New Jersey et y fréquente l'école Pope John XXIII Regional High School. Izzo commence sa carrière lycéenne à la Vernon Township High School, où il pensait jouer au poste de tight end. Son entraîneur le place cependant au poste de quarterback. Il est ensuite transféré au collège Pope John où il reprend sa place de tight end.
Initialement, il attire peu l'attention des programmes de football de la NCAA Division I jusqu'à ce que Virginia Tech se renseigne sur lui. Vingt autres universités vont tenter de l'engager avant qu'il n'obtienne son diplôme en 2014. 
Lors de son années senior au lycée, il a totalisé un gain de 766 yards en réceptions et inscrit sept touchdowns. 
Au lycée, Izzo joue également au basketball. 
Izzo s'engage finalement avec l'université d'État de Floride le 23 septembre 2013.

### Carrière universitaire
Lors de sa première saison en 2015, Izzo dispute les treize matchs des Seminoles de Florida State. il totalise 14 réception pour 210 yards et deux touchdowns. Il gagne également 146 yards à la suite de douze courses inscrivant un touchdown  supplémentaire.
En 2016, Izzo joué de nouveau les treize matchs de la saison, réussissant 19 réceptions pour un gain cumulé de 227 yards et un touchdown.
Avant la saison 2017, Izzo est désigné finaliste du prix John Mackey. En tant que junior, il joué et débute les 13 matchs de la saison, enregistrant 19 réceptions pour 306 yards et trois touchdowns.
Après la saison 2018, Izzo déclare se présenter à la draft 2018 de la NFL.

### Carrière professionnelle

#### Patriots de la Nouvelle-Angleterre
Izzo est sélectionné par la franchise des Patriots de la Nouvelle-Angleterre en 250e position lors du septième tour de la draft 2018 de la NFL. Le 2 septembre 2018, Izzo est placé sur la liste des blessés pour le début de la saison et ne joue pas le moindre match. Il assiste à la victoire de son équipe lors du Super Bowl LIII joué contre les Rams de Los Angeles.
Il fait ses débuts professionnels lors du premier match de la saison 2019 des Patriots gagné 33 à 3 contre les Steelers de Pittsburgh, réussissant une réception pour un gain de trois yards. 
Izzo devient le 73e joueur différent à inscrire un touchdown à la suite d'une passe effectuée par le quarterback Tom Brady lorsqu'il inscrit un touchdown de 10 yards en 5e semaine contre les Redskins de Washington. Izzo rate plusieurs matchs à la suite de diverses blessures, dont une commotion cérébrale.
Izzo commence la saison 2020 en tant que titulaire au poste de tight end. Il débute les douze premiers matchs avant d'être placé sur la liste des blessés le 10 décembre 2020, ratant ainsi les quatre derniers matchs de la saison.

### Suite de sa carrière
Le 18 mars 2021, Izzo est échangé aux Texans de Houston contre une sélection de septième tour de la draft 2022 de la NFL,. Il est libéré par les Texans le 31 août 2021, peu avant le début de la saison régulière.
Le 3 septembre 2021, Izzo signe au sein de l'équipe d'entraînement des Giants de New York, mais est libéré le 21 septembre.
Le 29 septembre 2021, Izzo est engagé dans l'équipe d'entraînement des Seahawks de Seattle. Il demeure dans l'équipe d'entraînement des Seahawks jusqu'au 5 janvier 2022, lorsqu'il signe chez les Titans du Tennessee.